# 四国電力
四国電力株式会社（しこくでんりょく、英: Shikoku Electric Power Company, Incorporated）は、香川県高松市に本店を置く電力会社。電気の販売量では日本国内第9位。

## 概要
発電所は、火力発電、原子力発電（伊方発電所）、再生可能エネルギー（水力発電・太陽光発電・風力発電・バイオマス発電）を組み合わせている。
伊方原発はかつて、3つの発電機で四国の電力供給の4割を担っていた。東日本大震災（2011年3月11日）に伴う福島第一原子力発電所事故を受けた安全規制の強化などで、2023年9月現在3号機のみの稼働である。1号機および2号機は営業運転終了を踏まえ、1号機は2017年9月12日、2号機2021年1月7日より廃止措置作業中である。3号機は原子力規制委員会による新規制基準適合性に係る審査の合格と安全性向上対策工事を経て2016年8月に再稼働した。2017年12月および2020年1月に広島高等裁判所による運転差し止め仮処分決定を受けたが、四国電力は双方において異議申し立てを行い、広島高等裁判所はそれぞれで異議申し立てを認め再稼働を容認する決定を受けた 。2023年9月時点で営業運転中である。
略称として「よんでん」もしくは「ヨンデン」を使用しているほか、対外的にはそのローマ字表記である「YONDEN」も使用している。現在のコーポレートスローガンは、「しあわせのチカラになりたい」。環境貢献のアピールスローガンは「低炭素DOING」。
マスコットキャラクターとして「あかりちゃん」を定めている。1973年（昭和48年）に電気温水器のPR広告用のマスコットとして登場し、電力会社の現役マスコットキャラクターとしては一番古い部類に入るため、四国地方で広く親しまれている。
1991年（平成3年）4月からCIを導入しており、電力供給網の広がりを四国4県の配置に合わせてイメージしたシンボルマークを使用している。それと同時にあかりちゃんのデザインが現在のものに変更され（二代目）、家族設定も導入された。
2000年（平成12年）12月からは直営でインターネットサービスプロバイダ事業「あかりネット」のサービスを開始。電気契約があれば無料で利用できたが、2008年2月28日より新規入会受付を停止し、2009年（平成21年）2月20日にサービスを終了した。サイト閲覧には強制的にフィルタリングがかかっており、子供にふさわしくないサイト、Googleなどのロボット型サーチエンジン、大手ISPのサイト（NTT本社やNTT西日本も含まれる）にアクセスすることはできなかった。

## 営業エリア
四国地方以外に、関東地方や近畿地方などで電力小売事業や、発電事業を行っている。
なお、香川県小豆島（土庄町、小豆島町）や直島諸島（香川郡直島町）、また芸予諸島の大島以北（愛媛県上島町、今治市のしまなみエリア〈旧関前村、伯方町、上浦町、大三島町、宮窪町、および馬島を除く吉海町〉）については中国電力の営業エリアおよび中国電力ネットワークのサービスエリアとなっている。
また、新居浜市のうち旧別子山村については、古くから別子山森林組合が発電設備を設置し村内に独自の配電網を有しており、現在その資産を住友共同電力株式会社が継承している事情から四国電力の営業エリア外となっている。

## 沿革
- 1951年（昭和26年）5月1日 - 松永安左エ門（電気事業再編成審議会委員長）のGHQへの説得による、国会決議より効力が強いGHQポツダム政令を元に、四国配電と日本発送電四国支店が合併して、四国電力株式会社を香川県高松市七番丁56番地の1に資本金4億円で設立。1室8部5支店を置く。
- 1953年（昭和28年）1月10日 - 愛媛県新居郡泉川町（現・新居浜市）にある新居浜支店を新居浜営業所に降格。各県都4支店体制となる。
- 1956年（昭和31年）11月1日 - 本店を香川県高松市内町96番地に移転。
- 1958年（昭和33年）
  - 7月11日 - 区画整理により本店の住所表記が香川県高松市丸の内2番地の1に変更。
  - 9月8日 - 四国電力初の新設石炭火力発電所である松山発電所1号機が運転開始。
- 1961年（昭和36年）8月30日 - 鳴門海峡に鳴門淡路線が竣工し、1972年11月3日より運転開始。これにより関西電力と接続。
- 1962年（昭和37年）1月 - 社旗制定。
- 1963年（昭和38年）7月29日 - 四国電力初の石油火力発電所の新徳島発電所（現・阿南発電所）1号機が運転開始。
- 1965年（昭和40年）11月1日 - 石油火力発電所の新西条発電所（現・西条発電所）1号機が運転開始（のちに石炭に転換）。
- 1969年（昭和44年）9月 - 社歌制定。
- 1970年（昭和45年）1月 - 石油火力発電所の坂出発電所1号機ガスタービンが運転開始。
- 1977年（昭和52年）9月30日 - 四国電力初の原子力発電所である伊方発電所1号機が運転開始。
- 1981年（昭和56年）8月13日 - 松山発電所（石炭火力）休止。
- 1983年（昭和58年）7月 - 西条発電所1号機の使用燃料を石油から石炭へ転換。翌年1月には2号機も転換。
- 1986年（昭和61年）11月21日 - 50万V四国中央中幹線が187kVで運転開始。
- 1990年（平成2年）4月1日 - 支店改組。それまでの4支店に加えて池田、中村、宇和島、新居浜が発足し8支店体制となる。
- 1991年（平成3年）4月12日 - CI導入。
- 1993年（平成5年）
  - 10月8日 - 50万V川内変電所の運転開始。
  - 11月10日 - 50万V四国中央西幹線の運転開始。
- 1994年（平成6年）4月20日 - 四国中央幹線が全区間50万Vで運転開始。
- 1994年（平成6年） - 50万V本四連系線の運用開始に伴い50万V送電網が中国電力と接続。
- 1996年（平成8年）3月 - 松山太陽光発電所の部分運転開始。
- 1998年（平成10年）
  - 2月 - 坂出送電塔倒壊事件発生。
  - 3月25日 - 鳴門淡路線の大鳴門橋添架に伴う旧架線の撤去工事が竣工。
- 1999年（平成11年）
  - 5月13日 - 50万V阿波幹線の運転開始。
  - 5月14日 - 50万V阿波変電所の運転開始。
  - 6月10日 - 50万V南阿波幹線の運転開始。
  - 6月24日 - 50万V橘湾火力線の運転開始。
- 2000年（平成12年）
  - 6月15日 - 石炭火力発電所、橘湾発電所1号機が運転開始（電源開発所有の橘湾火力発電所と共同）。
  - 6月22日 - 50万V阿南紀北直流幹線の運用開始に伴い50万V送電網が関西電力と接続。
  - 12月 - 電力契約者に対する無料インターネットサービスプロバイダ事業「あかりネット」のサービスを開始。
- 2001年（平成13年）3月31日 - 松山発電所（石炭火力）廃止。
- 2005年（平成17年）7月4日 - 西条発電所において、木質バイオマスの混焼を開始。
- 2009年（平成21年）
  - 2月20日 - 「あかりネット」のサービスを終了。
  - 5月7日 - 坂出発電所4号機の使用燃料を石油からLNGへ転換。四国電力では初のLNG火力となる。
- 2010年（平成22年）
  - 8月1日 - 「大内営業所」を「東かがわ営業所」に、「三島営業所」を「四国中央営業所」に改称。
  - 8月1日 - 坂出発電所において、四国電力では初となるコンバインドサイクル発電方式を採用した（新）1号機が運転開始。
  - 12月1日 - 松山太陽光発電所、第一期増設分の運転開始。
- 2011年（平成23年）6月29日 - 福島第一原子力発電所事故に伴う愛媛県知事の要請を受け、本店にあった原子力本部を、伊方原発に近い、愛媛県松山市に移転（伊方発電所#四電原子力本部の愛媛県への移転参照）。
- 2016年（平成28年）
  - 8月1日 - 坂出発電所（新）2号機が運転開始。
  - 8月12日午前 - 伊方発電所3号機を再稼働。
- 2020年（令和2年）4月1日 - 同社の送配電事業部門が、発送電分離の法的措置により「四国電力送配電株式会社」に分割。四国電力は発電・小売事業を行う事業持株会社となる。
- 2022年（令和4年）
  - 3月1日 - 徳島、池田、高知、中村、松山にあるヨンデンプラザ5館を閉館（高松市のヨンデンプラザ・サンポートは存続）[17][18]。池田営業所を徳島支店に、安芸営業所を高知支店に、東かがわ営業所を香川支店に統合[17][18]。

## 発電施設
合計 63箇所、528万kW（2023年3月31日時点）
- 総出力には長期計画停止中、定期点検中の号機を含む。廃止された号機、建設中の号機は含まない。

### 水力発電所
57箇所、115万5796kW（含揚水式)・54万796kW（除揚水式)
- 主な水力発電所（3万kW以上の発電所）

| 発電所名   | 水系名 | 方式                 | 総出力    | 所在地               |
| ---------- | ------ | -------------------- | --------- | -------------------- |
| 本川発電所 | 吉野川 | ダム水路式（揚水式） | 61.5万kW  | 高知県吾川郡いの町   |
| 広野発電所 | 那賀川 | ダム水路式           | 3.57万kW  | 徳島県那賀郡那賀町   |
| 蔭平発電所 | 那賀川 | ダム水路式           | 4.665万kW | 徳島県那賀郡那賀町   |
| 平山発電所 | 国分川 | ダム水路式           | 4.15万kW  | 高知県香美市         |
| 大渡発電所 | 仁淀川 | ダム水路式           | 3.3万kW   | 高知県吾川郡仁淀川町 |

- 他の水力発電所については、電力会社管理ダム#四国電力を、管理する発電用ダム一覧については日本の発電用ダム一覧#四国電力を参照のこと。

### 火力発電所
4箇所、328万5000kW
| 発電所名   | 使用燃料                   | 総出力    | 号機        | 出力          | 運転開始            | 所在地       | 備考                                                                    |
| ---------- | -------------------------- | --------- | ----------- | ------------- | ------------------- | ------------ | ----------------------------------------------------------------------- |
| 坂出発電所 | LNG                        | 138.5万kW | 1号機       | 29.6万kW      | 2010年8月           | 香川県坂出市 | 1、2号機はCC方式 旧1、2号機は廃止                                       |
| 坂出発電所 | LNG                        | 138.5万kW | 2号機       | 28.9万kW      | 2016年8月           | 香川県坂出市 | 1、2号機はCC方式 旧1、2号機は廃止                                       |
| 坂出発電所 | 重油、原油、コークス炉ガス | 138.5万kW | 3号機       | 45万kW        | 1973年4月           | 香川県坂出市 | 1、2号機はCC方式 旧1、2号機は廃止                                       |
| 坂出発電所 | LNG、コークス炉ガス        | 138.5万kW | 4号機       | 35万kW        | 1974年5月           | 香川県坂出市 | 1、2号機はCC方式 旧1、2号機は廃止                                       |
| 阿南発電所 | 重油、原油                 | 45万kW    | 3号機       | 45万kW        | 1975年5月           | 徳島県阿南市 | 1、2、４号機は廃止                                                      |
| 橘湾発電所 | 石炭                       | 70万kW    | 1号機       | 70万kW        | 2000年6月           | 徳島県阿南市 | USC(超々臨界圧)                                                         |
| 西条発電所 | 石炭、木質バイオマス       | 75万kW    | 1号機 2号機 | 50万kW 25万kW | 2023年6月 1970年6月 | 愛媛県西条市 | 新1号機はUSC,2号機はSC(超臨界圧) 旧1号機(15.6万kW,1965年11月運開)は廃止 |

### 原子力発電所
1箇所、89万kW
| 発電所名   | 原子炉型式     | 総出力 | 号機  | 出力   | 運転開始       | 所在地               | 備考 |
| ---------- | -------------- | ------ | ----- | ------ | -------------- | -------------------- | --- |
| 伊方発電所 | 加圧水型軽水炉 | 89万kW | 3号機 | 89万kW | 1994年12月15日 | 愛媛県西宇和郡伊方町 | 1号機(出力56.6万kW,1977年9月30日運開)および 2号機(出力56.6万kW,1982年3月19日運開)は運転終了 3号機は2016年9月7日営業運転再開 |

### 新エネルギー
2箇所、2,342kW
| 発電所名         | 方式       | 総出力  | 運転開始                                   | 所在地       | 備考                                       |
| ---------------- | ---------- | ------- | ------------------------------------------ | ------------ | ------------------------------------------ |
| 室戸風力発電所   | 風力発電   | 300kW   | 1994年9月                                  | 高知県室戸市 |                                            |
| 松山太陽光発電所 | 太陽光発電 | 2,042kW | 部分開始:1996年3月 第1期増設:2010年12月1日 | 愛媛県松山市 | 2020年度までに第2期増設予定（総計4,300kW） |

### 過去に存在した発電施設

#### 火力発電所
| 発電所名    | 使用燃料 | 総出力   | 廃止時期 | 所在地       |
| ----------- | -------- | -------- | -------- | ------------ |
| 松山発電所* | 石炭     | 14.1万kW | 2001年   | 愛媛県松山市 |

* 松山発電所跡地の一部には、松山太陽光発電所が建設された。

### 電源調達入札制度について
- 1995年（平成7年）の電気事業制度改革において電源調達入札制度が創設され、卸供給事業者（IPP・独立系発電事業者）2社と供給契約を結んでいる[24]。

2箇所、21万5000kW
| 卸供給事業者                   | 契約電力 | 供給開始  | 所在地       | 備考         |
| ------------------------------ | -------- | --------- | ------------ | ------------ |
| 住友大阪セメント（高知発電所） | 6.5万kW  | 2005年4月 | 高知県須崎市 |              |
| 太平洋セメント（土佐発電所）   | 15万kW   | 2005年4月 | 高知県高知市 | 現：土佐発電 |

- 事業者名はいずれも契約当時。

## 変電・送電施設
変電所・送電線は、2020年4月に子会社の四国電力送配電に移管された。

### 超高圧変電所・変換所（50万V）
- 讃岐変電所（中国電力東岡山変電所と接続）
- 阿南変換所（関西電力紀北変換所と接続）
- 阿波変電所
- 川内変電所
- 東予変電所

### 送電線（50万V）
- 橘湾火力線：橘湾発電所／電源開発橘湾火力発電所-阿南変換所
- 南阿波幹線：阿南変換所-阿波変電所
- 阿波幹線：阿波変電所-讃岐変電所
- 四国中央幹線
  - 四国中央東幹線：讃岐変電所-東予変電所
  - 四国中央中幹線：東予変電所-川内変電所
  - 四国中央西幹線：川内変電所-伊方発電所

#### 地域間連系線
- 本四連系線：讃岐変電所-中国電力東岡山変電所
  - 50万V。瀬戸大橋添架。電源開発所有。
- 阿南紀北直流幹線(紀伊水道直流連系設備)：阿南変換所-関西電力紀北変換所
  - 50万V。紀伊水道海底ケーブル。電源開発・関西電力・四国電力共同所有。直流送電。
- 鳴門淡路線：鳴門変電所-関西電力洲本変電所
  - 18万7千V。大鳴門橋添架。関西電力所有。

## 事業所

### 本店・支社・営業所

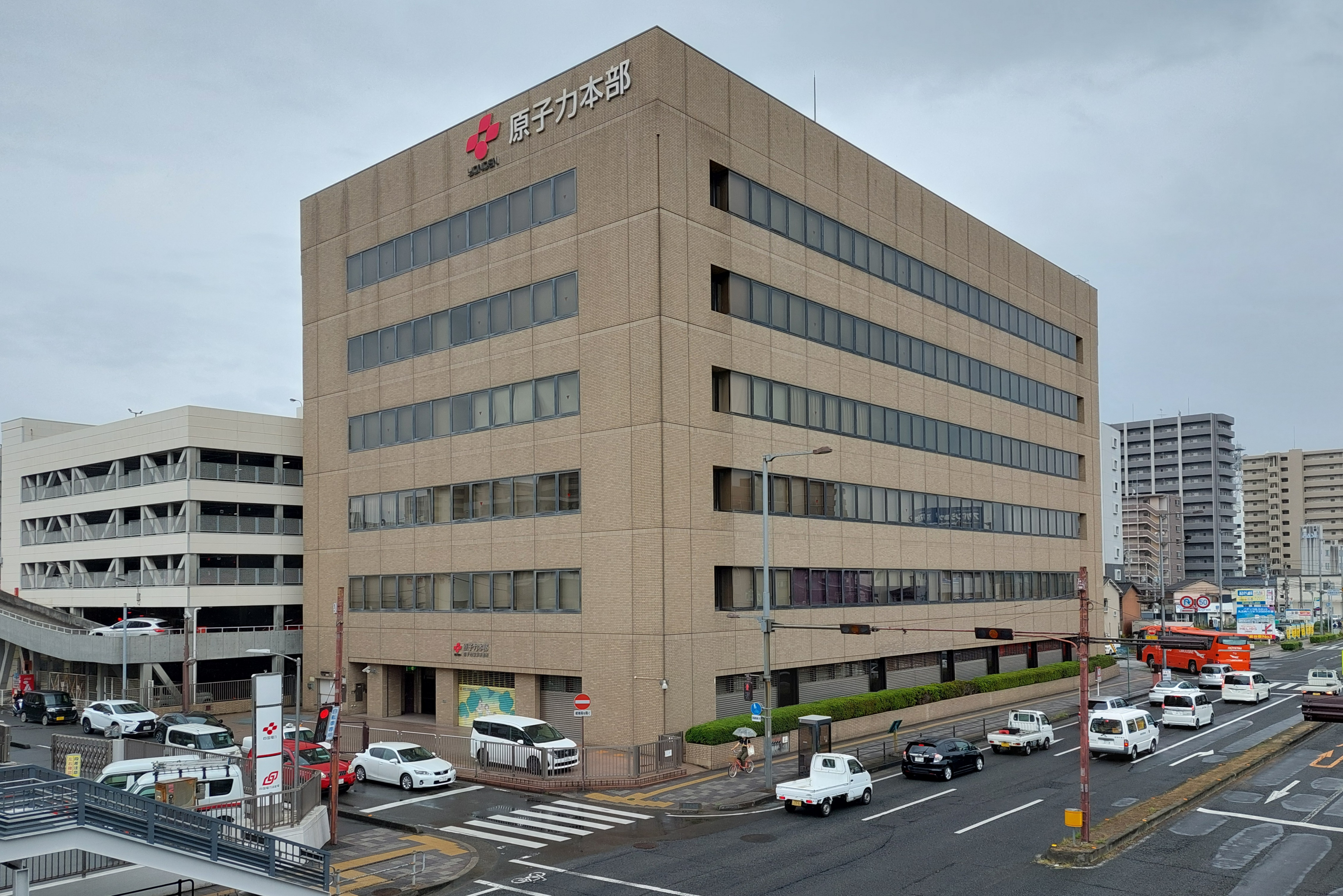
原子力本部（松山市）

- 本店：香川県高松市丸の内2番5号 北緯34度20分53秒 東経134度3分1秒
  - 原子力本部：愛媛県松山市湊町六丁目1番地2 北緯33度50分7.9秒 東経132度45分32.6秒
  - 香川支店：香川県高松市室新町973番地1 北緯34度19分28.5秒 東経134度2分40.4秒[注釈 2]
    - 東かがわ営業所：香川県東かがわ市三本松1739番地3 北緯34度14分54秒 東経134度20分29秒
    - 観音寺営業所：香川県観音寺市栄町三丁目5番10号 北緯34度7分27.1秒 東経133度39分10.5秒
    - 中讃営業所：香川県丸亀市大手町三丁目2番1号 北緯34度17分18秒 東経133度47分50.1秒

  - 徳島支店：徳島県徳島市寺島本町東2丁目29番地 北緯34度4分23.8秒 東経134度33分11.1秒
    - 阿南営業所：徳島県阿南市富岡町滝の下2番1号 北緯33度55分4秒 東経134度39分36.1秒
    - 池田営業所：徳島県三好市池田町シマ930番地3 北緯34度1分40.9秒 東経133度48分55.4秒

  - 高知支店：高知県高知市本町四丁目1番11号 北緯33度33分31秒 東経133度31分59.1秒
    - 安芸営業所：高知県安芸市矢の丸二丁目6番10号 北緯33度30分10.4秒 東経133度54分12.8秒
    - 中村営業所：高知県四万十市中村大橋通六丁目9番21号 北緯32度59分26.5秒 東経132度56分17.6秒
    - 須崎営業所：高知県須崎市青木町7番3号 北緯33度23分26.7秒 東経133度17分26秒

  - 愛媛支店：愛媛県松山市湊町六丁目6番地2 北緯33度50分10.5秒 東経132度45分32.7秒
    - 今治営業所：愛媛県今治市別宮町一丁目3番1号 北緯34度4分2秒 東経132度59分55.7秒
    - 宇和島営業所：愛媛県宇和島市鶴島町1番28号 北緯33度13分30.7秒 東経132度33分57.1秒
    - 八幡浜営業所：愛媛県八幡浜市字川通1460番地125 北緯33度27分28.3秒 東経132度25分19.4秒
    - 東予営業所：愛媛県西条市朔日市字寄合300番地1 北緯33度55分43.1秒 東経133度11分20.2秒
    - 四国中央営業所：愛媛県四国中央市中曽根町1680番地1 北緯33度58分34.2秒 東経133度32分28.7秒
- 東京支社：東京都千代田区丸の内一丁目3番1号 大手町フィナンシャルシティグランキューブ19階

### PR・ふれあい施設
- 香川県
  - ヨンデンプラザ高松：香川県高松市丸亀町11番地1
  - ヨンデンプラザ・サンポート：香川県高松市サンポート2番1号 高松シンボルタワータワー棟1階
- 徳島県
  - ヨンデンプラザ徳島：徳島県徳島市寺島本町東二丁目29番地
  - ヨンデンプラザ池田：徳島県三好市池田町シマ930番地3
  - よんでんエネルギープラザ阿南：徳島県阿南市橘町幸野106番地
- 高知県
  - ヨンデンプラザ高知：高知県高知市本町四丁目1番16号 電気ビル1階・2階
  - ヨンデンプラザ中村：高知県四万十市中村大橋通六丁目9番21号
  - よんでんエネルギープラザ本川：高知県吾川郡いの町脇ノ山367番地3
- 愛媛県
  - ヨンデンプラザ松山：愛媛県松山市湊町六丁目6番地2
  - ヨンデンプラザ新居浜：愛媛県新居浜市徳常町5番15号 新居浜電気ビル別館
  - 伊方ビジターズハウス：愛媛県西宇和郡伊方町九町コチワキ3番地204

## 関連会社
- 四国電力送配電
- STNet
- 四電ビジネス
- 四電エンジニアリング
- 四国計測工業
- 四国総合研究所
- 四電技術コンサルタント
- 四電エナジーサービス
- よんでんライフケア
- 坂出LNG
- 四国航空
- テクノサクセス
- 伊方サービス
- よんでんメディアワークス
- 四電工

- ケーブルメディア四国
- 土佐発電
- 四変テック（ダイヘングループ）
- エコ・テック
- 橘火力港湾サービス
- 三崎ウィンド・パワー
- 四国電力豪州植林
- 大川原ウインドファーム
- 宇多津給食サービス
- 四国電気保安協会
- ケーブルテレビ徳島
- あぐりぼん（香川県三木町、銀座千疋屋などと共同出資でイチゴ生産）[25]
- 公益財団法人よんでん文化振興財団
- 公益財団法人南予医療振興財団
- 公益財団法人伊方原子力広報センター

## 社長
| 代数   | 氏名     | 在任期間               | 出身地               | 最終学歴                     |
| ------ | -------- | ---------------------- | -------------------- | ---------------------------- |
| 初代   | 宮川竹馬 | 1951年5月 - 1960年1月  | 高知県大方町         | 東京高等工業学校電気科       |
| 第2代  | 中川以良 | 1960年1月 - 1966年11月 | 山口県               | 東京農業大学                 |
| 第3代  | 大内三郎 | 1966年11月 - 1974年    | 福島県福島市         | 名古屋高等商業学校           |
| 第4代  | 山口恒則 | 1974年 - 1981年        | 愛媛県北宇和郡広見町 | 京都帝国大学法学部           |
| 第5代  | 平井滋二 | 1981年 - 1985年        | 愛媛県西条市         | 京都帝国大学工学部電気工学科 |
| 第6代  | 佐藤忠義 | 1985年6月 - 1988年6月  | 徳島県東みよし町     | 東京帝国大学                 |
| 第7代  | 山本博   | 1988年6月 - 1993年     | 徳島県三好市         | 東京帝国大学法学部           |
| 第8代  | 近藤耕三 | 1993年- 1999年6月      | 徳島県海陽町         | 京都大学大学工学部           |
| 第9代  | 大西淳   | 1999年6月 - 2005年6月  | 香川県丸亀市         | 香川大学経済学部             |
| 第10代 | 常盤百樹 | 2005年6月 - 2009年6月  | 香川県坂出市         | 京都大学法学部               |
| 第11代 | 千葉昭   | 2009年6月 - 2015年6月  | 香川県高松市         | 京都大学経済学部             |
| 第12代 | 佐伯勇人 | 2015年6月 - 2019年6月  | 愛媛県東温市         | 京都大学法学部               |
| 第13代 | 長井啓介 | 2019年6月 -            | 香川県高松市         | 京都大学大学院工学研究科     |

歴代社長は退任後、当社会長、当社相談役、四国経済連合会会長などに就任する。

## 主要株主
1. 日本マスタートラスト信託銀行：12.60%、2614万6千株
2. 日本カストディ銀行：3.91%、811万8千株
3. 伊予鉄グループ：3.55%、736万3千株
4. 住友共同電力：3.40%、706万2千株
5. 伊予銀行：3.20%、664万1千株
6. 高知県：3.00%、623万0千株
7. GMOインターネットグループ：2.79%、579万9千株
8. 百十四銀行：2.37%、491万8千株
9. 日本生命保険：2.04%、422万9千株
10. 四国電力従業員持株会：1.99%、412万7千株

- 2025年3月31日時点[27]

## スポーツ
四国内のスポーツ団体、競技大会への協賛を多く行っている。また、いくつかの競技で自社チームを持っている。

### 陸上部
四国電力の陸上部は「RUNRUNよんでん陸上部」の愛称で、1992年に創立された。高松市を本拠に活動し、全日本実業団対抗駅伝競走大会や全日本実業団対抗女子駅伝競走大会など全国大会に出場した。
2013年（平成25年）3月末で廃部となった。
主な所属選手
- 大森輝和

### バスケットボール部
バスケットボール部は高松市の四国電力体育館を本拠として活動している。四国では数少ない実業団バスケットボール部で、全国大会の常連となっている。2018年新設の中国・四国・九州地域リーグに参加している。
- 全日本総合バスケットボール選手権大会出場13回
- 全日本実業団バスケットボール競技大会
- 全日本実業団バスケットボール選手権大会

### 硬式野球部
- 1961年から1974年にかけて活動していた。四国代表として都市対抗野球大会にも4度出場し、プロ野球選手も輩出していた。

## 広報活動

### CM出演者
- 常盤貴子
- 玉木宏
- 佐倉絵麻
- 河原美結
- 藤間爽子

### 四国電力webドラマ｢ameとpeach｣出演者
- 佐倉絵麻 - ame役
- 伊藤綾美 - peach役

(四国電力HP上での公開は、2009年11月末にて終了)
この他、STNetのWebCMでは四国各県出身の声優（水樹奈々(愛媛県)・豊崎愛生(徳島県)・小野大輔(高知県)・中村悠一(香川県)）を起用したこともあった。
なお、2025年1月21日より、フジテレビ制作番組でのCM放映を当面の間差し止めている。

## 問題・不祥事・事故

### 天下り問題
福島第一原子力発電所事故以降、経済産業省と電力会社の天下り問題が監督官庁である経産省の原子力発電所の安全基準のチェックを甘くさせる構造として批判が集まった。

### 不祥事
2023年1月20日、四国電力送配電が管理している個人情報を四国電力社員が不正に閲覧していた事が明らかとなった。同年4月17日に電力・ガス取引監視等委員会が四国電力に業務改善勧告を行った。

### 事故
2024年11月9日、四国で36万戸におよぶ大規模停電が発生した。当日復旧。原因は関西電力送配電との認識の齟齬があり、異常電力の流れが発生したため。経済産業省は四国電力に対し、原因究明と再発防止策の検討を指示した。